# Alexander Lowen
Alexander Lowen (23 décembre 1910, New York - 28 octobre 2008, New Canaan) est un psychothérapeute américain. Disciple de Wilhelm Reich, il développe une théorie bioénergétique et fonde l'Institut pour l'analyse bioénergétique.

## Biographie
Alexander Lowen est l'aîné de deux enfants nés de parents émigrés d'origine russe et juive. Son enfance s'est passée dans la rue à se consacrer à des jeux d'ordre physique, dont il s'inspirera des années plus tard pour ses exercices thérapeutiques. Son adolescence fut solitaire. Lowen est diplômé en science et affaires du City College of New York, puis son LLB et doctorat au Brooklyn Law School.
Dans les années 1930 il pratique la callisthénie (renforcement musculaire), et s'adonne à plusieurs sports. Il est directeur athlétique de camps d’été et s'intéresse aussi au yoga, à la gymnastique rythmique d'Émile Jaques-Dalcroze qui favorise « le mouvement du corps comme expression de l’être » et à la « relaxation progressive » d'Edmund Jacobson. Il rencontre Reich à New York en 1940 et sera son élève de 1940 jusqu'en 1952. Il s'intéresse particulièrement à ses théories relatives à la cuirasse caractérielle et à l'économie énergétique de la libido dans le corps. Il poursuivra de 1942 à 1945 une thérapie avec lui avant de devenir à son tour thérapeute reichien. À partir de septembre 1947, il étudie à la Faculté de médecine de Genève et obtient un doctorat en médecine en juin 1951.
En 1953, de retour aux États-Unis, il s'associe avec deux autres adeptes de Reich, John Pierrakos et William Walling. Ils fondent l'Institute for Bioenergetic Analysis (Institut pour l'analyse bioénergétique) en 1956. Il s'écarte alors des théories de Reich pour développer sa propre conception bioénergétique où sur la base du concept de l'identité fonctionnelle du corps et de l'esprit « le processus énergétique du corps détermine ce qui se passe dans l'esprit tout comme il détermine ce qui se passe dans le corps ». Sa thérapie consiste à travailler et réduire les défenses neuro-musculaires structurées dans le corps sous forme de contractions chroniques, de nœuds pour mieux faire circuler les énergies bloquées dans le corps grâce à des exercices physiques ou de respiration, ce qui permettrait selon lui, aux patients de renouer avec leur personnalité et la vie de leur corps, ainsi que de d'atténuer d'éventuelles névroses psychologiques en améliorant l'« énergie vitale » et la libre expression émotionnelle.
En 1983, pour fédérer les diverses sociétés d'analyse bioénergétique dans le monde, Lowen crée l'International Institute for Bioenergetic Analysis (IIBA).

## Publications
- The Voice of the Body, Bioenergetics Press Editions, Floride, (2005).
- La Bio-Énergie, Tchou-Laffont (1976)
- La Dépression nerveuse et le corps, Tchou-Laffont (1976)
- Le Corps bafoué, Tchou-Laffont (1976)
- Le Plaisir, Tchou-Laffont (1976)
- Le Langage du corps, Tchou-Laffont (1977)
- Amour et orgasme, Tchou-Laffont (1977)
- Le Cœur passionnément, Tchou (1990)
- La joie retrouvée, éd. Dangles (1995)
- La Pratique de l'analyse bioénergétique
- La peur de vivre (1983)
- Gagner à en mourir, une civilisation narcissique (1987)